# Jean Solé

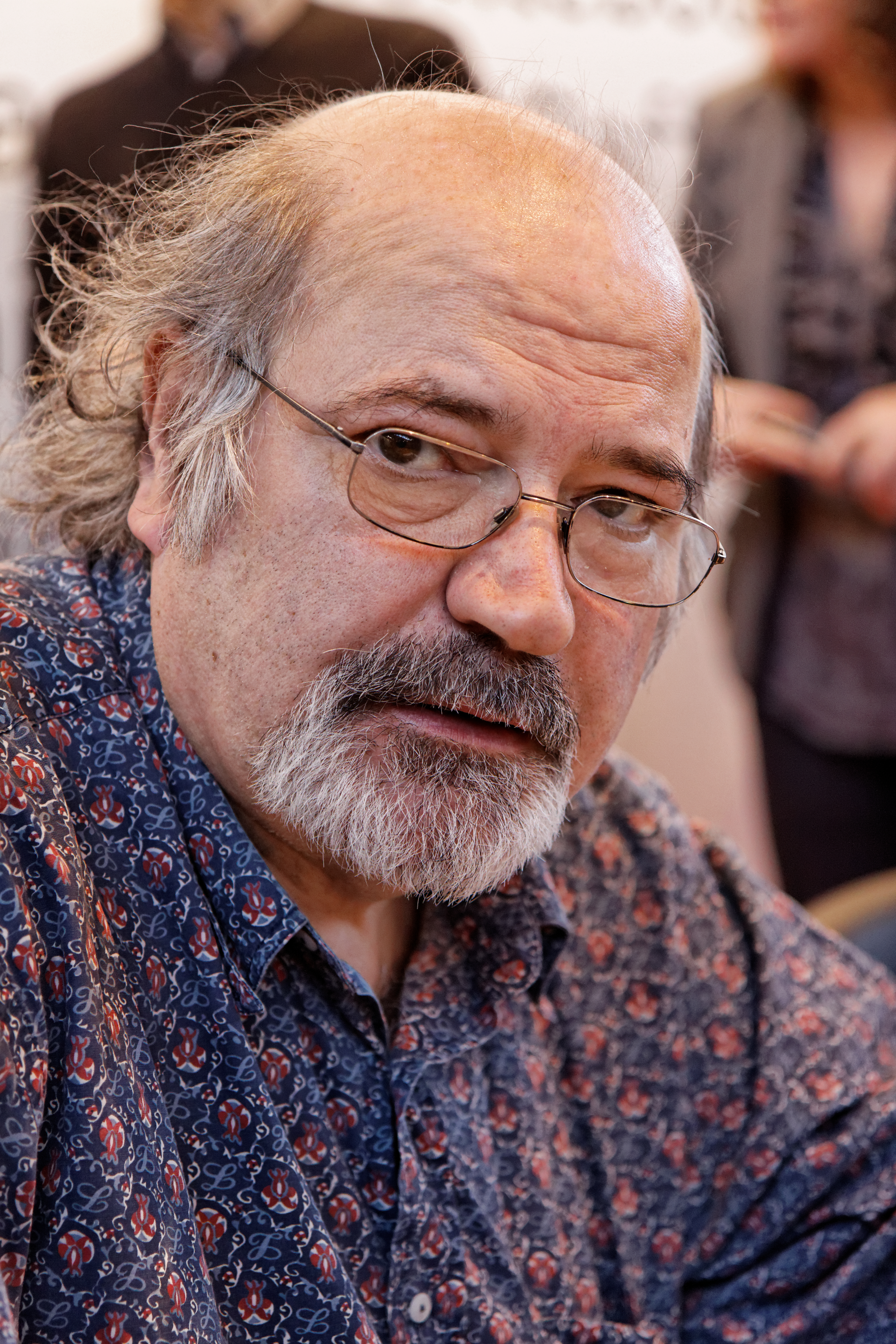
Jean Solé

Jean Solé (* 2. August 1948 in Vic-Fezensac) ist ein französischer Comiczeichner und Illustrator.
Jean Solé kam 1971 zum Magazin Pilote, wo er mit psychedelischen Comics und Grafiken bekannt wurde. Ab 1974 wurde er regelmäßiger Coverzeichner für L’Écho des Savanes, 1975 kam er zum Magazin Fluide Glacial, wo er zusammen mit Marcel Gotlieb in der Comicserie Pop et Rock et Colégram von 1975 bis 1978 Songtexte bekannter Rock- und Popgruppen in Comicform umsetzte. Ab 1978 war er Zeichner der Serie Superdupont, hier wurden seine Werke bis 2014 in fünf Alben gedruckt.
In späteren Jahren wurde er überwiegend als Illustrator tätig.